# Antoni Kantecki
Antoni Kantecki (ur. 1 czerwca 1847 w Wielowsi, zm. 17 listopada 1893 w Strzelnie) – ksiądz katolicki, doktor filozofii, od 1876 do 1887 redaktor naczelny „Kuriera Poznańskiego”, wielkopolski przywódca katolickiego obozu ultramontanów.

## Działalność publiczna
- Poznańskie Towarzystwo Przyjaciół Nauk
- Towarzystwo Pomocy Naukowej im. Karola Marcinkowskiego dla Młodzieży Wielkiego Księstwa Poznańskiego
- Prowincjonalny Komitet Wyborczy
- Kierował wydawnictwami „Straż św. Wojciecha” i „Przyjaciel Ludu”
- Nadzorował wydanie dzieła ks. Korytkowskiego pt. Arcybiskupi gnieźnieńscy

## Dzieła
Był autorem książek religijnych oraz tłumaczem literatury starogreckiej i rzymskiej. Napisał m.in. Żywot Leona XIII i Żywot Jakuba starszego Apostoła.